# سایشی برگشته واک‌دار
سایشی برگشته واکدار یک صامت است که در گفتار برخی از زبانهای جهان به کار می‌رود. نماد این همخوان در الفبای آوانگاری بین‌المللی ⟨ʐ⟩ است.